# Абалмасов, Михаил Иванович
Михаи́л Ива́нович Абалма́сов (3 октября 1952, Рубцовск, СССР — 31 августа 2021, Рига, Латвия) —  советский хоккеист, нападающий. Мастер спорта СССР.

## Биография
Начал играть в 9 лет в Рубцовске. С 1969 года играл в классе «Б» за «Торпедо» (Рубцовск). С 1971 года играл в первой лиге за «Торпедо» (Усть-Каменогорск). Отыграв 4 сезона, в начале сезона 1975/76 получил приглашение в клуб высшей лиги «Динамо» (Рига), где отыграл 9 сезонов. 
В сезоне 1984/85 перешёл в команду второй лиги «Латвияс Берзс» (Рига), проведя там один сезон, затем еще на один сезон вернулся в «Динамо».
В 1986 году завершил карьеру в высшей лиге. С 1986 года играл в различных командах чемпионата ЛССР.
Умер 31 августа 2021 года.

## Статистика выступления в высшей лиге
| Легенда | Легенда                    | Легенда | Легенда                   | Легенда | Легенда    |
| ------- | -------------------------- | ------- | ------------------------- | ------- | ---------- |
| И       | Количество проведённых игр | Штр     | Штрафное время            | +/−     | Плюс-минус |
| Г       | Голы                       | П       | Голевые передачи          | О       | Очки       |
| -       | Статистика неизвестна      | —       | Статистика не учитывалась |         |            |

| Сезон                    | Команда                  | И   | Г  | П  | О   | Штр |
| ------------------------ | ------------------------ | --- | -- | -- | --- | --- |
| 1975/76                  | «Динамо» (Рига)          | 30  | 6  | 5  | 11  | 16  |
| 1976/77                  | «Динамо» (Рига)          | 36  | 4  | 2  | 6   | 10  |
| 1977/78                  | «Динамо» (Рига)          | 27  | 7  | 2  | 9   | 8   |
| 1978/79                  | «Динамо» (Рига)          | 43  | 15 | 11 | 26  | 50  |
| 1979/80                  | «Динамо» (Рига)          | 44  | 12 | 7  | 19  | 27  |
| 1980/81                  | «Динамо» (Рига)          | 49  | 20 | 7  | 27  | 16  |
| 1981/82                  | «Динамо» (Рига)          | 42  | 7  | 3  | 10  | 14  |
| 1982/83                  | «Динамо» (Рига)          | 33  | 9  | 1  | 10  | 14  |
| 1983/84                  | «Динамо» (Рига)          | 20  | 2  | 1  | 3   | 12  |
| 1985/86                  | «Динамо» (Рига)          | 31  | 4  | 1  | 5   | 12  |
| Всего в чемпионатах СССР | Всего в чемпионатах СССР | 355 | 86 | 40 | 126 | 179 |